# Lamborghini LM002
Lamborghini LM002 — єдиний серійний позашляховик компанії Lamborghini. Вперше був представлений публіці на автосалоні в Брюсселі в 1986 році. За роки виробництва (з 1986 по 1993) був випущений 301 автомобіль.

## Опис
LM002 — далеко не перша спроба компанії Ламборгіні проявити себе на ринку позашляховиків. До цього в 1977 році створювався новий позашляховик для американської армії — Lamborghini Cheetah, єдиний прототип якого був зламаний під час армійських випробувань. Пізніше були створені прототипи LM001 (5.7 л American Motors Corporation V8), LMA002 (який і послужив основою для серійної моделі, 4.8 л V12 375 к.с.), LM003 (3.6 л турбодизель VM Motori Р5 150 к.с.) і LM004 (7.3 л V12).
Інженери фірми зрозуміли, що заднє розташування двигуна, характерне для ранніх прототипів, негативно позначається на керованості позашляховиком, тому для прототипу LMA002 було спроектовано абсолютно нове шасі, де двигун V12 (використовувався в Countach) був розміщений спереду, за класичною схемою. Після ряду випробувань автомобіль був запущений в серійне виробництво.

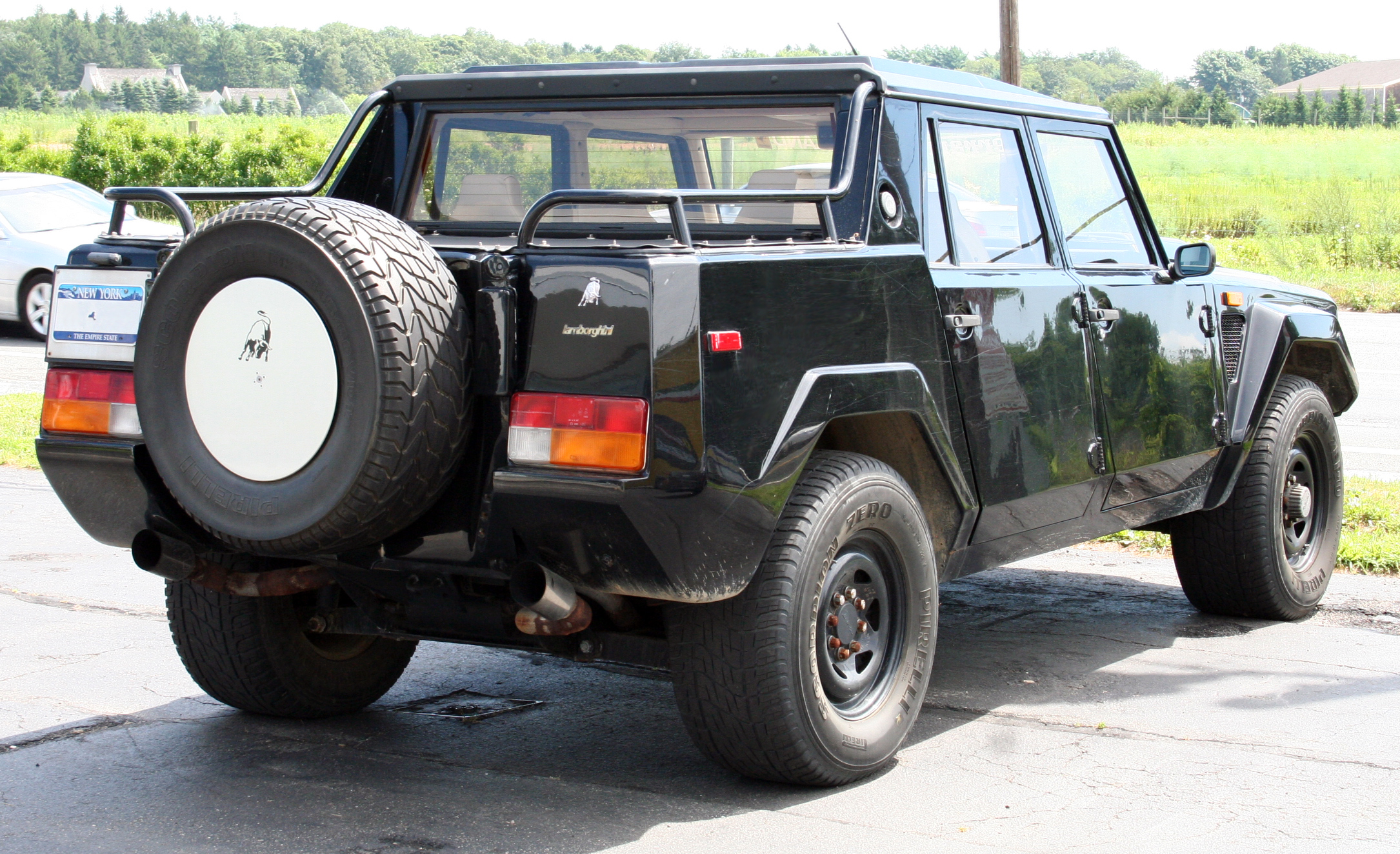

Цивільні моделі були оснащені системою кондиціонування, шкіряним оздобленням салону, тонованими стеклами, стереосистемою преміум-класу, встановленої в консоль даху. Спеціально для LM фірмою Pirelli були запропоновані шини Pirelli Scorpion з двома різними варіантами протектора, один для змішаного використання, а інший для використання в пісках.
Для тих шейхів Саудівської Аравії, які вимагали ще більшої потужності, LM на замовлення оснащувався двигуном L804 7,2 літра V12, який часто ставилося на морські катери першого класу.
Військовий варіант позашляховика був модернізований, зокрема, були додані позиції для кріплення кулемета. Армія Саудівської Аравії замовила 40 автомобілів, лівійська армія — 100.
У 1988 рік компанія, за допомогою сторонніх фахівців розпочала підготовку автомобіля до участі в ралі Париж — Дакар. Були прибрані всі надмірності, що збільшували вагу автомобіля. Автомобіль був оснащений посиленою підвіскою, плексигласовими вікнами, GPS. Потужність двигуна зросла до 600 к.с. Автомобіль не брав участі в ралі через брак коштів, але, тим не менш, він взяв участь в «Rallye des Pharaons» в Єгипті і ралі в Греції.

## Двигуни
- 5.2 л V12 455 к.с. 500 Нм
- 7.2 л L804 V12